# Embellisia dennisii
Embellisia dennisii är en svampart som först beskrevs av M.B. Ellis, och fick sitt nu gällande namn av E.G. Simmons 1990. Embellisia dennisii ingår i släktet Embellisia och familjen Pleosporaceae.   Inga underarter finns listade i Catalogue of Life.